# Condition Hüman
Condition Hüman è il quattordicesimo album in studio del gruppo musicale statunitense Queensrÿche, pubblicato il 2 ottobre 2015 dalla Century Media Records.
L'uscita dell'album è stata anticipata dal brano d'apertura Arrow of Time, reso disponibile per l'ascolto il 19 luglio 2015 attraverso SoundCloud e accompagnato il 10 settembre dal relativo video musicale.

## Tracce
1. Arrow of Time – 3:59 (Eddie Jackson, Michael Wilton, Todd La Torre)
2. Guardian – 4:19 (Michael Wilton, Scott Rockenfield, Todd La Torre)
3. Hellfire – 5:05 (Michael Wilton, Todd La Torre)
4. Toxic Remedy – 4:09 (Michael Wilton, Scott Rockenfield, Todd La Torre)
5. Selfish Lives – 4:57 (Michael Wilton, Scott Rockenfield, Todd La Torre)
6. Eye 9 – 3:20 (Eddie Jackson)
7. Bulletproof – 4:00 (Eddie Jackson, Parker Lundgren, Scott Rockenfield, Todd La Torre)
8. Hourglass – 5:09 (Michael Wilton, Scott Rockenfield, Todd La Torre)
9. Just Us – 5:58 (Wilton, Todd La Torre)
10. All There Was – 3:44 (Parker Lundgren, Scott Rockenfield, Todd La Torre)
11. The Aftermath – 0:56 (Queensrÿche)
12. Condition Hüman – 7:45 (Eddie Jackson, Parker Lundgren, Michael Wilton, Todd La Torre)

Traccia bonus (LP, Limited Digipak Edition)
1. Espiritu muerto – 3:40

7" bonus nell'edizione deluxe
- Lato A

1. 46' North

- Lato B

1. Mercury Rising

## Formazione
Gruppo
- Todd La Torre – voce, programmazione
- Michael Wilton – chitarra
- Parker Lundgren – chitarra
- Eddie Jackson – basso
- Scott Rockenfield – batteria, programmazione

Produzione
- Zeuss – produzione, missaggio, mastering, programmazione

## Classifiche
| Classifica (2015)          | Posizione massima |
| -------------------------- | ----------------- |
| Belgio (Fiandre)           | 104               |
| Belgio (Vallonia)          | 55                |
| Francia                    | 165               |
| Germania                   | 26                |
| Italia                     | 49                |
| Paesi Bassi                | 51                |
| Regno Unito                | 77                |
| Regno Unito (rock & metal) | 10                |
| Stati Uniti                | 27                |
| Stati Uniti (hard rock)    | 22                |
| Stati Uniti (independent)  | 4                 |
| Stati Uniti (rock)         | 5                 |
| Stati Uniti (tastemaker)   | 14                |
| Svizzera                   | 54                |